# 찰스 밍거스
찰스 밍거스(Charles Mingus, 1922년 4월 22일 ~ 1979년 1월 5일)는 미국의 재즈 작곡가, 베이스 연주자, 밴드 리더, 피아노 연주자이다. 음악 산업의 상업화를 피하려는 시도로서 자신의 레코드 레이블, 재즈 작곡가 워크숍, 연주자 협동조합을 만들었다.

## 생애
찰스 밍거스는 1922년 4월 22일 미국 애리조나주 노갤러스에서 군인이었던 찰스 밍거스 시니어의 아들로 태어났다. 유년기를 로스앤젤레스 와츠(Watts)에서 보냈다. 부모는 독실한 개신교 신자여서 밍거스도 어릴 적 찬송가를 비롯한 개신교 음악에 익숙했지만, 이내 집에서는 그다지 달가워하지 않던 재즈나 블루스에도 심취했다. 학창 시절에 인종차별로 인해 정규 음악 교육은 거의 받지 못했으나 그 외에 트럼펫과 첼로를 교습받는 등 계속 음악 수업을 받았다.
1930년대 후반에 레드 칼랜더에게 콘트라베이스를 배우면서, 개인적으로 첼로 또한 계속 연습했다. 이후에 당시 뉴욕 필하모닉의 수석 콘트라베이시스트였던 허먼 레인스하겐에게 약 5년 동안 클래식 연주법을 비롯한 체계적인 베이스 연주법을 다시 배웠고, 로이드 리스로부터 작곡 개인 지도를 받았다.
1940년대 초반부터 바니 비가드, 루이 암스트롱, 키드 오리 등의 밴드가 순회공연을 할 때 비상근 베이시스트로 협연하면서 재즈계에 발을 들였고, 1947~1948년 라이오널 햄턴 빅 밴드에서 작곡과 연주를 하며 레드 노보와 레코드를 녹음했다. 1950년대 초반에는 음악 산업의 상업화를 피하려는 시도로서 자신의 레코드 레이블, 재즈 작곡가 워크숍, 연주자 협동조합을 만들었다.
듀크 엘링턴, 찰리 파커, 델로니우스 몽크 등과 흑인영가, 멕시코 민요, 그리고 전통 재즈와 20세기의 음악회 음악 등에서 영감을 얻었다. 비록 그가 남긴 수작의 대부분은 트럼펫 연주자 대드 존스, 드럼 연주자 대니 리치먼드, 알토 색소폰 연주자 재키 맥린, 목관악기 연주자 에릭 돌피 등과 같은 즉흥 연주자들과 긴밀하게 협조한 결과 나온 것이지만 밍거스는 더욱 규모가 큰 기악곡과 몇 편의 영화음악도 작곡했다.
1953년에는 찰리 파커와 맥스 로치, 디지 길레스피, 버드 파웰과 함께 5중주단으로 팀을 이루어 잠시 공연했는데, 이 중 캐나다 토론토의 매시 홀 실황은 《더 퀸텟》(The Quintet)으로 불리며 회자한다.
이때까지 밍거스는 주로 비밥 베이시스트로서 평가되었다. 같은 해 밍거스는 비밥 이후의 실험적인 음악을 위해 재즈 작곡가 워크숍을 만들었고, 그동안 코드에 기반한 즉흥 연주 위주였던 재즈 스타일에서 가능한 악보화된 음악으로 재즈를 연주하는 시도를 했다. 하지만 이 시도는 기존 재즈 음악가나 청중 모두에게 너무 분석적이고 되레 재즈의 자유를 제한하는 것처럼 여겨졌으며, 밍거스 자신도 기보에 담기에는 재즈의 세계가 너무 다양하다고 인정하고 포기했다.
그 대신 1950년대 중반에는 연주자들에게 피아노나 베이스 연주로 자신의 의도를 설명한 뒤, 자신뿐 아니라 모든 연주자가 초기 뉴올리언스 재즈처럼 더 자유롭게 그 틀에서 즉흥 연주로 음악을 뽑아나가는 방식의 새로운 워크숍을 열었다. 이런 방식으로 1956년에 애틀랜틱에서 나온 앨범이 《Pithecanthropus Erectus》(직립원인)였고, 밍거스가 사이드맨이 아닌 리더로 낸 앨범 중 최초의 걸작으로 손꼽힌다. 비록 인류학 지식이 턱없이 부족한 밍거스가 어설프게 곡을 설명하였으나, 듀크 엘링턴 이후 그와 다른 방식의 대규모 재즈 작품을 발표한 것이 크게 주목받았다.
1년 뒤 발표한 《The Clown》에서는 아이티 민중들의 독립 투쟁을 반영한 〈Haitian Fight Song〉을 삽입했고, 1959년에 메이저 음반사인 컬럼비아에서 내놓은 《Mingus Ah Um》에서는 레스터 영과 듀크 엘링턴, 젤리 롤 모턴 등 선배 음악가들에 대한 경의를 표하는 곡들과 함께 2년 전 미국 아칸소주 리틀록에서 흑인, 백인 학생들의 동시등교를 거부했던 아칸소주 주지사 오벌 포버스(Oval E. Faubus)에 대한 공개적인 비판을 담은 〈Fables of Faubus〉를 수록하며 음악적, 정치적으로 상당한 논쟁을 불러일으켰다.
한편 1960년 애틀랜틱에서 발매한 《Blues & Roots》에서는 자신이 어릴 적 들었던 블루스와 흑인영가의 추억을 바탕으로 한 〈Wednesday Night Prayer Meeting〉을 수록하였고, 1962년에 RCA에서 발매한 《Tijuana Moods》에서는 라틴풍 재즈 음악을 선보여 상업적인 감각도 다른 음악가들에 비해 떨어지지 않음을 과시하기도 했다. 이듬해에는 임펄스!에서 대규모 발레 스타일의 모음곡만으로 앨범 전체를 채운 《The Black Saint and the Sinner Lady》로 엘링턴 이상의 복잡하면서도 대규모의 모음곡 형식 작품에 더욱 경도하는 모습을 보여주기도 했다.
하지만 셀프 리메이크 앨범인 《Mingus Mingus Mingus Mingus Mingus》이후로는 내리막을 걸어 대니 리치먼드와 재키 바이어드, 에릭 돌피, 조니 콜즈, 클리프 조던과 함께 결성한 6중주단이 결성 몇 달 만에 콜즈의 지병과 돌피의 사망으로 와해하였다. 자서전 《Beneath the Underdog》를 저술하였으나 출판사를 찾지 못하였고, 만성적인 재정난에 시달리다가 뉴욕에 있던 자택을 처분하고 잠시 연주 일선에서 물러났다.
1972년에 컬럼비아에서 《Let My Children Hear Music》을 발표하면서 다시 복귀했고, 1974년에는 카네기홀 무대에서 단독 콘서트를 개최했다. 그러나 1970년대 중반에 근위축성 측색경화증으로 연주가 힘들어졌으며, 1977년 이후 베이스 연주가 불가능해지자 작곡으로 관심을 돌렸으나 손발이 모두 마비되면서 이것도 제대로 할 수 없었다. 결국 조니 미첼이 자신에게 헌정하는 앨범인 《Mingus》의 작업에 참가한 것을 끝으로 멕시코의 쿠에르나바카에서 요양하던 도중 세상을 떠났고, 유해는 유언에 따라 화장되어 인도의 갠지스강에 뿌려졌다.

## 음반 목록
- Baron Mingus - West Coast 1945–49 (1949, Uptown)
- Strings and Keys (duo with Spaulding Givens) (1953, Debut)
- The Charles Mingus Duo and Trio (1953, Fantasy)
- Charles Mingus Octet (1953, Debut)
- Jazz Composers Workshop (1954–55, Savoy)
- The Jazz Experiments of Charlie Mingus (1954, Bethlehem, originally issued as Jazzical Moods Vol. 1 & 2)
- Mingus at the Bohemia (1956, Debut)
- Pithecanthropus Erectus (1956, Atlantic)
- The Clown (1957, Atlantic)
- Mingus Three (1957, Jubilee)
- East Coasting (1957, Bethlehem)
- A Modern Jazz Symposium of Music and Poetry (1959, Bethlehem)
- Jazz Portraits: Mingus in Wonderland (1959, United Artists)
- Mingus Ah Um (1959, Columbia)
- Blues & Roots (1960, Atlantic)
- Mingus Dynasty (1960, Columbia)
- Charles Mingus Presents Charles Mingus (1961, Candid)
- Pre-Bird (aka Mingus Revisited) (1961, Mercury)
- Mingus! (1961, Candid)
- Oh Yeah (1962, Atlantic)
- Tijuana Moods (RCA, 1962 [recorded 1957])
- The Complete Town Hall Concert (Blue Note, 1962 [1994]) contains all tracks released on Town Hall Concert (United Artists, 1962)
- The Black Saint and the Sinner Lady (1963, Impulse!)
- Mingus Mingus Mingus Mingus Mingus (1964, Impulse!)
- The Charles Mingus Quintet & Max Roach (1964, Debut)
- Tonight at Noon (1964, Atlantic)
- Mingus Plays Piano (1964, Impulse!)
- Town Hall Concert (Jazz Workshop, 1964)
- The Great Concert of Charles Mingus (America, 1964)
- Right Now: Live at the Jazz Workshop (Fantasy, 1964)
- Mingus at Monterey (Jazz Workshop, 1964)
- Music Written for Monterey 1965 (Jazz Workshop, 1965)
- My Favorite Quintet (Jazz Workshop, 1966)
- Charles Mingus in Paris: The Complete America Session (Sunnyside, 1970 [2006]) contains all tracks released on Blue Bird (America, 1970) and Pithycathropus Erectus (America, 1970)
- Charles Mingus Sextet In Berlin (Beppo, 1970)
- Charles Mingus with Orchestra (Denon, 1971)
- Let My Children Hear Music (Columbia, 1972)
- Charles Mingus and Friends in Concert (1972, Columbia)
- Mingus Moves (1973, Atlantic)
- Mingus at Carnegie Hall (1974, Atlantic)
- Changes One (1974, Atlantic)
- Changes Two (1974, Atlantic)
- Mingus at Antibes (1975, Atlantic)
- Cumbia & Jazz Fusion (1977, Atlantic)
- Three or Four Shades of Blues (1977)
- His Final Work (1977)
- Mingus in Europe Volume I (Enja, 1980 [Recorded 1964])
- Mingus in Europe Volume II (Enja, 1981 [Recorded 1964])
- Reincarnation of a Lovebird (1988, Candid [Recorded 1960])
- Revenge! (Revenge, 1996 [Recorded 1964])
- Charles Mingus Sextet with Eric Dolphy Cornell 1964 (Blue Note, 1964 [2007])